# Theridiosoma caaguara
Theridiosoma caaguara är en spindelart som beskrevs av Rodriques och Ott 2005. Theridiosoma caaguara ingår i släktet Theridiosoma och familjen strålspindlar. Inga underarter finns listade i Catalogue of Life.